# Montcony
Montcony – miejscowość i gmina we Francji, w regionie Burgundia-Franche-Comté, w departamencie Saona i Loara.
Według danych na rok 1990 gminę zamieszkiwały 264 osoby, a gęstość zaludnienia wynosiła 25 osób/km² (wśród 2044 gmin Burgundii Montcony plasuje się na 649. miejscu pod względem liczby ludności, natomiast pod względem powierzchni na miejscu 892.).